# Вітово (гміна Осек-Мали)
Вітово (пол. Witowo) — село в Польщі, у гміні Осек-Малий Кольського повіту Великопольського воєводства.
Населення — 205 осіб (2011).
У 1975-1998 роках село належало до Конінського воєводства.

## Демографія
Демографічна структура станом на 31 березня 2011 року:
|          | Загалом | Допрацездатний вік | Працездатний вік | Постпрацездатний вік |
| -------- | ------- | ------------------ | ---------------- | -------------------- |
| Чоловіки | 105     | 23                 | 78               | 4                    |
| Жінки    | 100     | 21                 | 61               | 18                   |
| Разом    | 205     | 44                 | 139              | 22                   |